# شبح تسوشيما
غوست أوف تسوشيما (بالإنجليزية: Ghost of Tsushima)‏ هي لعبة فيديو من نوع الأكشن والمغامرات من تطوير سكر بنش برودكشنز ونشرسوني إنتراكتيف إنترتينمنت على بلاي ستيشن 4. تدور اللعبة حول أخر ساموراي على جزيرة تسوشيما خلال الغزو المغولي لليابان. وتحتوي اللعبة على ترجمة عربية للقوائم والحوار، والنسخة العربية أصدرت تحت عنوان شبح تسوشيما.

## القصة
- قصة من عهد الساموراي القديم، وتحديدا أثناء مجابهة الغزو المغولي، في جزيرة صغيرة تدعى تسوشيما. لعبة أكشن ومغامرة من بطولة جين ساكاي، الساموراي الياباني الذي أصبح على مفترق طرق، بين الإلتزام بتعاليم الماضي، والإنحراف لطريق جديد، كل ذلك في سبيل القضاء على عدو غازي عاث فسادا بين قومه
- اللعبة تدور أحداثها خلال فترة الغزو المغولي الأول لليابان والذي وَقع عام 1274 ميلاديًا حيث بدأت قوات الجيش المغولي لأجل السيطرة على اليابان بالولوج أولاً لجزيرة «تسوشيما» وهي الهدف الأسمى للجيش المغولي خاصًة أنها أقرب جزء من اليابان يُمكن الوصول إليه من موانئ المغول في «كوريا» بالإضافة إلى أهمية الجزيرة التي تعد في موقع مثالي سواء للتجارة خلال الغزو أو حتى للدفاع عن مؤخرة الجيش المغولي خلال محاولة السيطرة على باقي الجزر الرئيسية في اليابان. وتنطلق أحداث اللعبة تحديدًا عند وُصول «كوتون خان» (الذي يُجسد شخصية «قوبلاي خان» وهو الإمبراطور المغولي الحقيقي الذي قاد التوغل المُغولي في أرجاء أسيا واليابان تحديدًا) إلى شواطئ جزيرة «تسوشيما» ليتمكن سريعًا من السيطرة على الجزيرة وإخضاعها بالكامل وهَزيمة الحاكم المحلي للجزيرة وهو السيد «شيمورا» خال بَطلنا «جين ساكاي» ومن هنا تنطلق الإثارة في أرجاء جزيرة «تسوشيما» بأكملها فهناك ساموراي أخير لايزال على قيد الحياة.

## الاستقبال
| استقبال |                           |
| --- | ------------------------- |
| مجموع النقاط المجموع نقاط ميتاكريتيك (PS4) 83/100 [ 5 ] (PS5) 88/100 [ 6 ] نتائج المراجعة نشرة نقاط دستركتويد 9.5/10 [ 7 ] فاميتسو 40/40 [ 8 ] غيم إنفورمر 9.5/10 [ 9 ] غيم ريفولوشن [ 10 ] غيم سبوت 7/10 [ 11 ] غيمز رادار [ 12 ] آي جي إن 9/10 [ 13 ] يو إس غيمر 4/5 [ 14 ] |                           |
| مجموع النقاط |                           |
| المجموع | نقاط                      |
| ميتاكريتيك | (PS4) 83/100 (PS5) 88/100 |
| نتائج المراجعة |                           |
| نشرة | نقاط                      |
| دستركتويد | 9.5/10                    |
| فاميتسو | 40/40                     |
| غيم إنفورمر | 9.5/10                    |
| غيم ريفولوشن | [ 10 ]                    |
| غيم سبوت | 7/10                      |
| غيمز رادار | [ 12 ]                    |
| آي جي إن | 9/10                      |
| يو إس غيمر | 4/5                       |

## المبيعات
كانت شبح تسوشيما هي اللعبة الأكثر مبيعًا في الأسبوع الأول من إطلاقها في المملكة المتحدة. وفي اليابان كانت اللعبة أيضًا اللعبة الأكثر مبيعًا خلال أسبوع أصدارها، حيث بيعت 212,915 نسخة. تصدرت اللعبة قوائم التنزيلات في كل من أوروبا والولايات المتحدة الأمريكية. في جميع أنحاء العالم، باعت اللعبة من خلال أكثر من 2.4 مليون وحدة في أول 3 أيام من الإصدار، مما يجعلها في قائمة أفضل عناوين آي بي أصلية للطرف الأول مبيعًا على بلاي ستيشن 4. مبيعات اللعبة في اليابان تخطت النصف مليون مع أكثر من 500 ألف نسخة مبيعا أصبحت اللعبة أكثر الألعاب مبيعا من تطوير أستوديو غربي. في الولايات المتحدة أصبحت أفضل لعبة مبيعات في شهرة الأول متصدرة رقم 1. رابع أسرع لعبة مبيعا بالأسواق الأمريكية ولا تتفوق عليها سوى ألعاب مثل سبايدرمان وذا لاست اوف اس بارت 2 وأخيرًا إله الحرب 2018.
في لقاءٍ جديدٍ مع GamesIndustry تحدّث جيم راين رئيس شركة سوني للتسلية التفاعلية عن لعبة العالم المفتوح شبح تسوشيما من فريق التطوير “سكر بنش”حققت افتتاحية مبيعات ضخمة في المتاجر. جيم راين أكّد على سعادة سوني بمبيعات اللعبة وأدائها التجاري. في تاريخ 12 نوفمبر 2020 أعلنت شركة سوني إنتراكتيف إنترتينمنت أن لعبة تخطت حاجز 5 ملايين نسخة حول العالم.
في مارس 2021 باعت اللعبة 6.5 مليون نسخة عالميًا. اعتبارًا من يناير 2022، باعت اللعبة أكثر 8 مليون نسخة.
بحلول يوليو 2022، باعت اللعبة 9.73 مليون نسخة.
في سبتمبر 2024، أكدت سوني أن اللعبة باعت أكثر من 13 مليون نسخة.